# Purroy de la Solana
Purroy de la Solana o simplemente Purroy (Purroi en catalán ribagorzano) es una localidad española perteneciente al municipio de Benabarre, en la Ribagorza, provincia de Huesca, Aragón. En el año 1972 se construyó el barrio nuevo en el cruce del llano de las carreteras N-230 km 59, y la A-2216.

## Geografía
Purroy se encuentra sobre la sierra de la Carrodilla, en lo alto del cerro "pic roy" a 878 m s. n. m. El barrio nuevo se sitúa sobre el llano a 761 m s. n. m. El punto culminante de Purroy es la Cogulla, a 2 km del pueblo viejo.

## Toponimia
El nombre de Purroy (Purroi en catalán ribagorzano) viene de PODIUM RUBEUM (poyo rojo en castellano), por la montaña arcillosa donde se encuentra. La segunda parte de la Solana proviene de su situación geográfica, ya que se encuentra en la solana de la montaña, orientado al Este. En el año 1058 ya aparece documentado como Podio Rubeo (forma latina) y Puirog (forma romance). En 1063 aparece Puio Roio y Pui Rog/Puigrog

## Historia
Sus orígenes son anteriores a Al Ándalus, el pueblo estaba emplazado en el pedregal de Llena, en el llano. Con la invasión musulmana el pueblo fue saqueado y quedó totalmente arrasado, por este motivo el pueblo se trasladó al cerro. La zona fue reconquistada hacia el 1063 por Ramón Berenguer I y Ermengol III de Urgel junto con Pilzán. Un tercio del castillo de Puigrog fue para el conde barcelonés, y los dos términos formaron parte de un enclave de la Diócesis de Urgel dentro de la Diócesis de Lérida hasta el 1956. En el año 1131, tras la muerte de Ramón Berenguer III, el castillo de Purroy junto a otras marcas y conquistas fueron sucedidas a su hijo mayor Ramón Berenguer IV.

### Época Contemporánea
En 1834 se construyó el ayuntamiento al lado de la plaza mayor. A partir de los años 1940 el pueblo comienza a sufrir un descenso demográfico, debido a las malas condiciones de vida. Una gran sequía de varios años provocó que en 1972 el gobierno se viera obligado a tomar una decisión, como construir una canalización de agua era muy costoso, se decidió por construir un barrio nuevo en el llano y mover a toda la población. El año 1974 Purroy se unió al municipio de Benabarre. A finales del año 1979 se inauguró la nueva iglesia.

## Monumentos y lugares de interés

### Ermita de la Virgen del Plá
Edificio rectangular del siglo XVIII y de nave única, tejado y plan a dos aguas. Gracias a los vecinos fue reconstruido en 2001.

## Fiestas locales
- Último fin de semana de agosto, honor a los santos Justo y Pastor.
- Romería el 3 de febrero.[1]

## Urbanismo
El pueblo se encuentra dividido en dos núcleos desde 1972. El casco antiguo es conocido como Purroy Viejo, en lo alto del cerro, y el barrio nuevo es conocido como Purroy o Purroy Nuevo, en el llano junto a su ermita.

## Lengua
En Purroy se conserva una variedad del catalán ribagorzano conocido como chapurreat de Purroi.

## Demografía
| Gráfica de evolución demográfica de Purroy de la Solana entre 1842 y 1970 |
| |
| Población de derecho según los censos de población del INE Población de hecho según los censos de población del INEEntre el censo de 1981 y el anterior, este municipio desaparece porque se integra en el municipio Benabarre |

| Gráfica de evolución demográfica de Purroy de la Solana entre 1857 y 2020 |
|                                                                           |
| Datos obtenidos por la Población de derecho del INE. Década actual.       |

- En la década de 1970 Purroy se une al municipio de Benabarre, con lo cual no hay registro de sus habitantes hasta la década del 2000.

## Rutas
Las siguientes rutas de senderismo pasan por la localidad:
- GR-18